# Penumbra: Overture
Penumbra: Overture es el primero de la serie de videojuegos de terror por episodios para PC desarrollado por la compañía sueca Frictional Games. Fue concebido originalmente como el primer episodio de una trilogía. Con el anuncio del segundo episodio, Penumbra: Black Plague, se anunció que este segundo juego sería el capítulo final. Sin embargo, una expansión llamada Requiem fue anunciada, suponiendo el tercer capítulo de la serie titulado Requiem que salió a la venta el 27 de agosto de 2008.

## Argumento
Penumbra: Overture cuenta la búsqueda de Philip un físico de unos treinta años cuyo último pariente vivo —su madre— muere. Tras recibir una misteriosa carta de su padre supuestamente fallecido, Philip sigue una serie de pistas que le conducen hasta Groenlandia.

Hay cosas que necesito de ti. Cosas que puede que no comprendas, y que desearías no hacer, pero por favor, no cometas mis mismos errores.

Mi padre, Howard, me abandonó antes de que yo naciera. Podría decir que la pérdida de mi madre y la carta que recibí después de su funeral me cegaron y no hice lo que debería haber hecho. Sería una mentira:

La naturaleza humana selló mi caída.

Me llamo Philip. Si tenemos suerte, para cuando recibas esto, ya habré muerto.

Si el destino se tuerce, todos moriremos.

El frío intenso le fuerza a refugiarse en una mina abandonada. Desgraciadamente, el acceso queda bloqueado cuando él entra y se ve obligado a profundizar en la mina. Una vez dentro, Philp empieza a recibir mensajes de radio de Tom "Red" Redwood, un hombre desquiciado por la claustrofobia. Red promete a Philip que le dará respuestas si le encuentra. La historia lleva a Philip a descender profundizando en las minas en búsqueda de Red mientras desvela los secretos de los anteriores y los actuales habitantes de la mina.
Philip descubre que la mina está habitada por un ecosistema de animales anormalmente grandes: lobos, arañas gigantes o enormes gusanos capaces de excavar en la roca entre otros. Notas y trozos de papel abandonadas a lo largo de la mina revelan que algún tipo de sociedad secreta está estudiando fenómenos extraños dentro de las minas.
Siguiendo pistas y resolviendo diversos puzles, Philip logra llegar a una zona profunda de la mina donde Red le está esperando. Red espera dentro de un incinerador y ruega a Philip que le mate. Sin otra opción, Philip activa el incinerador para poder obtener de entre las cenizas de Red la llave que necesita para continuar hacia una nueva zona de la mina denominada como "El Refugio". Una vez dentro, Philip descubre lo que parece una silueta humana observándole. Philip se acerca a la figura, pero la luz desaparece y es golpeado y pierde la consciencia. El argumento continua en Penumbra: Black Plague.

## Jugabilidad
Aunque en Frictional Games describe Penumbra: Overture como una aventura en primera persona, el juego posee características de otros géneros como el Horror de supervivencia, acción en primera persona, y aventura gráfica. El uso de Newton Game Dynamics enfatiza los puzles basados en la física de manera similar a la que lo hacía en Half-Life 2. El juego incorpora una avanzada inteligencia artificial que responde de manera realista a ruidos y luces, creando una dinámica de juego basada en el sigilo. Los enemigos abren y cierran puertas a su antojo, se coordinan para lanzar ataques en grupo e interactúan con los objetos que están a su alcance.
No hay armas de fuego en el juego, y durante los combates cuerpo a cuerpo el jugador está limitado al uso de un pico, un martillo, una escoba o a lanzar objetos diversos que encuentre a su alcance. El juego está diseñado para enfatizar el sigilo en lugar del conflicto directo. Un ejemplo de esto: Philip puede cerrar puertas tras él para retrasar a los enemigos.
El enfoque principal del juego es la exploración y la interacción con objetos como en las aventuras clásicas: examinando y recogiendo objetos que se utilizarán para resolver puzles.
Las voces están subtituladas al español en la versión para Windows.

## Lanzamiento
El primer episodio de Penumbra fue lanzado el 30 de marzo de 2007 a través de distribución digital en varios sitios web. El juego fue simultáneamente lanzado en la versión en caja para Reino Unido, y el 8 de mayo de 2007 se envió una versión en caja a los distribudiores de Estados Unidos. Tanto este juego como su secuela se pueden adquirir a través de Steam. Además el juego estuvo disponible en GameTap a partir del 4 de octubre de 2007.

## Demo
Penumbra: Overture está basado en Penumbra, un juego previo de Frictional Games, una demo que pretendía mostrar las capacidades del motor creado por la compañía: el HPL Engine. Los desarrolladores admiten haber realizado diversos cambios significativos del motor original para adaptarlo a los gráficos 3D de este juego: "El motor está construido sobre un motor creado cuando hacía un trabajo de tesis que acabó siendo el juego de plataformas Energetic. Antes de adaptarlo a la tercera dimensión, hice limpieza del motor (que estaba acabado con prisas en algunas partes) y empecé a añadir la base para el renderizado 3D. No diría que el motor 2D original fue modificado por uno 3D, sino que una capa 3D fue añadida quedando allí toda la capa 2D. Es posible hacer un juego 2D utilizando nuestro motor". Aunque inicialmente no hubo intención de crear un producto comercial, Penumbra fue recibido increíblemente bien, y Frictional decidió desarrollar un juego de mayor duración.

## Adaptaciones
El 25 de mayo de 2007, Frictional Games store lanzó la versión completa para Linux aunque sólo en venta a través de Internet y en inglés. El 10 de enero de 2008 se anunciaron en el foro de Frictional Games las versiones para arquitecturas PPC e Intel para Mac OS X.

## Recepción
En noviembre de 2009, el juego tuvo una puntuación en MetaCritic de 73, y una puntuación media de cuatro estrellas en The Linux Game Tome.

## Curiosidades
- Los nombres del protagonista y su supuestamente fallecido padre, Philip y Howard respectivamente, son referencias al autor H. P. Lovecraft. Los juegos de la serie Penumbra estuvieron fuertemente influenciados por el trabajo de Lovecraft.
- La barra de metal que Philip consigue tiene grabado el nombre "Freeman", haciendo homenaje al protagonista de la serie de videojuegos Half-Life.